# Konrad Gołoś
Konrad Gołoś (ur. 15 września 1982 w Siedlcach) – polski piłkarz, grający na pozycji pomocnika.

## Kariera klubowa
Jego pierwszym klubem był Zryw Chodów. W 1996 przeniósł się do Pogoni Siedlce, skąd w 2003 trafił do Radomiaka Radom. Rok później przeszedł do Polonii Warszawa. W Ekstraklasie zadebiutował 7 sierpnia 2004. Od sezonu 2005/2006 był zawodnikiem Wisły Kraków. Przed jego pierwszym sezonem w Krakowie groziło mu zakończenie kariery - były uzasadnione podejrzenia, iż ma bardzo poważną wadę serca, którą dotychczas przeoczono podczas badań w innych klubach. Po kilku tygodniach nietrenowania Gołoś na mocy decyzji lekarzy mógł powrócić do wyczynowego uprawiania sportu. W rundzie jesiennej sezonu 2006/07 występował w Polonii Warszawa na zasadzie wypożyczenia z Wisły. Do drużyny z Krakowa powrócił na rundę wiosenną tegoż sezonu. W sezonie 2007/08 znów został wypożyczony, tym razem do Górnika Zabrze. Latem 2008 Gołoś doznał kontuzji kolana i przeszedł operację. Gdy wracał do zdrowia, ugryzł go kleszcz i piłkarz zachorował na boreliozę. Do treningów w krakowskiej Wiśle wrócił 17 stycznia 2009. 4 lipca 2010 wyjechał na obóz przygotowawczy do Zakopanego z drużyną Górnika Zabrze. 11 lipca 2010 zawodnik zakończył piłkarską karierę z powodu kontuzji kolana. Drużyna Wisły pożegnała zawodnika 28 sierpnia 2010 przed meczem ligowym z Polonią Bytom.
W sierpniu 2012 wznowił karierę i został zawodnikiem Orła Piaski Wielkie.

## Kariera reprezentacyjna
W reprezentacji Polski zadebiutował 28 kwietnia 2005 w spotkaniu z Meksykiem (1:1). Został powołany przez Leo Beenhakkera na mecz z Kazachstanem w ramach eliminacji ME 2008 i na mecz towarzyski z Węgrami. Mecz z Kazachstanem oglądał z ławki rezerwowych, natomiast w tym drugim wystąpił w pierwszej połowie. Reprezentacja Polski, która przygotowywała się do Euro 2008 zagrała pod koniec lutego mecz towarzyski z reprezentacją Estonii, w którym Gołoś wystąpił od 64. minuty.

## Statystyki

### Klubowe
| Klub                    | Sezon            | Liga             | Liga  | Liga   | Puchary krajowe | Puchary krajowe | Puchary europejskie | Puchary europejskie | Inne  | Inne   | Suma  | Suma   |
| Klub                    | Sezon            | Liga             | Mecze | Bramki | Mecze           | Bramki          | Mecze               | Bramki              | Mecze | Bramki | Mecze | Bramki |
| ----------------------- | ---------------- | ---------------- | ----- | ------ | --------------- | --------------- | ------------------- | ------------------- | ----- | ------ | ----- | ------ |
| Radomiak Radom          | 2003–2004        | II Liga          | 29    | 2      | 2               | 1               | –                   | –                   | 2     | 0      | 33    | 3      |
| Polonia Warszawa        | 2004–2005        | Ekstraklasa      | 24    | 1      | 5               | 0               | –                   | –                   | –     | –      | 29    | 1      |
| Wisła Kraków            | 2005–2006        | Ekstraklasa      | 18    | 1      | 4               | 0               | 1                   | 0                   | –     | –      | 23    | 1      |
| Polonia Warszawa (wyp.) | 2006–2007 (j)    | I Liga           | 13    | 1      | 1               | 0               | –                   | –                   | –     | –      | 14    | 1      |
| Wisła Kraków            | 2006–2007        | Ekstraklasa      | 16    | 0      | 7               | 0               | –                   | –                   | –     | –      | 23    | 0      |
| Górnik Zabrze (wyp.)    | 2007–2008        | Ekstraklasa      | 24    | 1      | 4               | 0               | –                   | –                   | –     | –      | 28    | 1      |
| Wisła Kraków            | 2008–2009        | Ekstraklasa      | 0     | 0      | 0               | 0               | 0                   | 0                   | –     | –      | 0     | 0      |
| Wisła Kraków            | 2009–2010        | Ekstraklasa      | 0     | 0      | 0               | 0               | 0                   | 0                   | –     | –      | 0     | 0      |
| Suma                    | Polonia Warszawa | Polonia Warszawa | 37    | 2      | 6               | 0               | –                   | –                   | –     | –      | 43    | 2      |
| Suma                    | Wisła Kraków     | Wisła Kraków     | 34    | 1      | 11              | 0               | 1                   | 0                   | –     | –      | 46    | 1      |

### Reprezentacyjne
| Mecze w reprezentacji | Mecze w reprezentacji | Mecze w reprezentacji      | Mecze w reprezentacji | Mecze w reprezentacji | Mecze w reprezentacji | Mecze w reprezentacji | Mecze w reprezentacji | Mecze w reprezentacji |
| l.p.                  | Data                  | Miejsce                    | Rywal                 | Wynik                 | Rozgrywki             | Grał                  | Uwagi                 |                       |
| --------------------- | --------------------- | -------------------------- | --------------------- | --------------------- | --------------------- | --------------------- | --------------------- | --------------------- |
| 1.                    | 28.04.2005            | Chicago, Stany Zjednoczone | Meksyk                | 1:1                   | towarzyski            | od 46'                |                       |                       |
| 2.                    | 17.10.2007            | Łódź, Polska               | Węgry                 | 0:1                   | towarzyski            | do 45'                | Żółta kartka          |                       |
| 3.                    | 27.02.2008            | Wronki, Polska             | Estonia               | 2:0                   | towarzyski            | od 64'                |                       |                       |